# Niños del Arbat
Niños del Arbat, también conocida como Los hijos del Arbat (del ruso: Дети Арбата), Los hijos de Stalin o El estudiante y el caudillo es una novela escrita por Anatoli Rybakov que transcurre en la Rusia de la Unión Soviética, en la época del Congreso de los Víctores (El XVII Congreso del Partido Comunista de la Unión Soviética se celebró entre el 26 de enero y el 16 de febrero de 1934 en la ciudad de Moscú), los primeros años del segundo Plan Quinquenal y las supuestas circunstancias que rodearon el asesinato de Serguéi Kírov antes del advenimiento de la Gran Purga,  El ámbito temporal de la novela transcurre entre el 14 de octubre de 1933, día de la Intercesión, y los primeros días del mes de diciembre de 1934, cuando llega a la aldea de Mozgova en Siberia la noticia del asesinato de Kirov, ocurrido el 1º de diciembre en Leningrado. Es el primer libro de la tetralogía, formada por Niños del Arbat, El 35 y otros años (del ruso: Тридцать пятый и другие годы), Miedo (del ruso: Страх) y Polvo y cenizas (del ruso: Прах и пепел).
La historia se relata a través de la vida del personaje ficticio Sasha Pankrátov y de otros jóvenes del barrio moscovita de Arbat. Sasha es un miembro leal y sincero de la Komsomol que se ve desterrado como resultado de intrigas del partido. La novela es en parte autobiográfica, ya que el propio Rybakov, en noviembre de 1933, fue condenado por el OGPU a tres años de destierro,de acuerdo con el Artículo 58-10 del Código Penal: agitación y propaganda contrarrevolucionarias, mismo motivo por el que irán apareciendo otros personajes en el periplo de Sasha a su destierro final en la aldea de Mozgova, situada a 12 Km de Kezhmá, remontando el río Angará, en Siberia Oriental..
En el libro se refleja la creciente histeria de la época en Rusia, cuando simples errores o comentarios informales podían ser vistos como muestras de sabotaje y traición, como también escribió Milan Kundera en La broma.  Los personajes pasan de la comedia a la tragedia: Antón Semiónovich, el ex cocinero jefe de la corte de Su Majestad Imperial, purga condena por incluir en la carta "coles perezosas"; Ivashkin, un tipógrafo entrado en años de la ciudad de Minsk, purga condena porque en un discurso de Stalin compusieron por error  "encubrir" en lugar de "descubrir" y metieron a la cárcel a seis;  Borís Solovéichik, por un error de puntuación: "Donde yo trabajaba había un cartel que decía: La técnica en período de reconstrucción lo decide todo. Satalin...Pues bien, yo lo leí delante de una muchachita encantadora y ella me dijo que no conocía las reglas de puntuación...A ella le pareció que yo había leído la consigna así: La técnica: en período de reconstrucción lo decide todo Stalin..."
En definitiva, la novela cuenta cómo, a pesar de las buenas intenciones de Pankrátov y otros bolcheviques como Serguéi Kírov, el estalinismo destruye sus esperanzas. Asimismo, Niños del Arbat destaca por su descripción de Iósif Stalin como un personaje intrigante y paranoico. En palabras del escritor húngaro Mihály Dés "El gran mérito de Ribakov no es que su Stalin se parezca al original (esto se sobreentiende), sino que es un auténtico personaje de ficción. Con él se completa el universo de la novela: se hacen conexiones entre eventos y persona aparentemente distantes, se entrevé el mecanismos que mueve el otro universo, el real y se entiende por qué el tirano necesita deshacerse de Sasha Pankrátov, a quien ni siquiera conoce y quien estaba dispuesto a dar la vida por Él y por La Causa"
El libro, que fue escrito entre 1966 y 1983, fue ocultado por Rybakov hasta los años de la Perestroika a pesar de varios intentos de publicación parcial en periódicos, tras la negativa de los cuales Rybakov amplió la novela; fue publicado por primera vez en 1987 en la prensa como folletín. Se convirtió en una de las sensaciones literarias de la época, el libro más leído en la URSS en 1987, gracias a su crítica directa al sistema soviético, su retrato aparentemente sincero de Stalin y su dura y cínica visión de aquellos que hicieron de la Unión Soviética un gran poder. Aunque pudo haberse publicado con mayor facilidad fuera de la Unión Soviética, Rybakov pensó que era un libro para sus compatriotas y que, por tanto, debía editarse primero en Rusia.
En 2004, se emitió en el Pervy Kanal de la televisión rusa una serie de dieciséis episodios titulada también Niños del Arbat y basada en esta novela de Rybakov.
En España, fue publicado por primera vez en 1988 por la Editorial Planeta.La impecable traducción del ruso al castellano estuvo a cargo de Isabel Vicente